# Натан Бернардо де Соуза
Натан Бернардо де Соуза (порт. Natan Bernardo de Souza, нар. 6 лютого 2001, Ітапесеріка-да-Серра) — бразильський футболіст, захисник клубу «Реал Бетіс».

## Клубна кар'єра

### Ранні роки
Натан народився в Ітапесеріка-да-Серра в Сан-Паулу, але переїхав до Серра в штаті Еспіриту-Санту, коли йому був лише рік. Бувши наймолодшим із чотирьох братів, один із яких мав інвалідність мозку після падіння в дитинстві, Натан зазнав труднощів у дитинстві та почав займатися футболом як можливість допомогти своїй родині. Він починав вчитись футболу у «Есколінья Аерт», потім грав у школах «Ріо-Бранку» та «Порто-Віторія», а у віці 14 років переїхав у Кампінас, ставши гравцем академії «Понте-Прети». Він покинув клуб в 2016 році, лише через рік.
Хлопець думав про те, щоб покинути футбол, але у 2017 році з'явилася можливість спробувати себе у «Фламенгу» у віці 16 років, і Натан пройшов перегляд через чотири дні і приєднався до команди. Незабаром він зарекомендував себе в молодіжних командах, був капітаном команд і виграв низку титулів, особливо в 2019 році, коли він виграв п'ять титулів для команди до 20 років.

### «Фламенго»
27 вересня 2020 року Натан дебютував у складі «Фламенго» в матчі проти «Палмейраса» (1:1) у чемпіонаті Бразилії, коли його було переведено в першу команду через спалах Covid-19 у складі. Через чотири дні він також дебютував у стартовому складі у матчі Кубка Лібертадорес проти еквадорського «Індепендьєнте дель Вальє» (4:0).
7 жовтня, після хороших виступів, він продовжив контракт з клубом до кінця 2024 року з клаусулою у розмірі 70 мільйонів євро (464 мільйони реалів) для іноземних клубів.
Він забив свій перший гол за команду 18 жовтня 2020 року під час матчу з «Корінтіансом» (5:1) у 17-му турі чемпіонату Бразилії. Наприкінці сезону 2020 року він і його команда стали чемпіонами Бразилії.

### «Ред Бул Брагантіно»

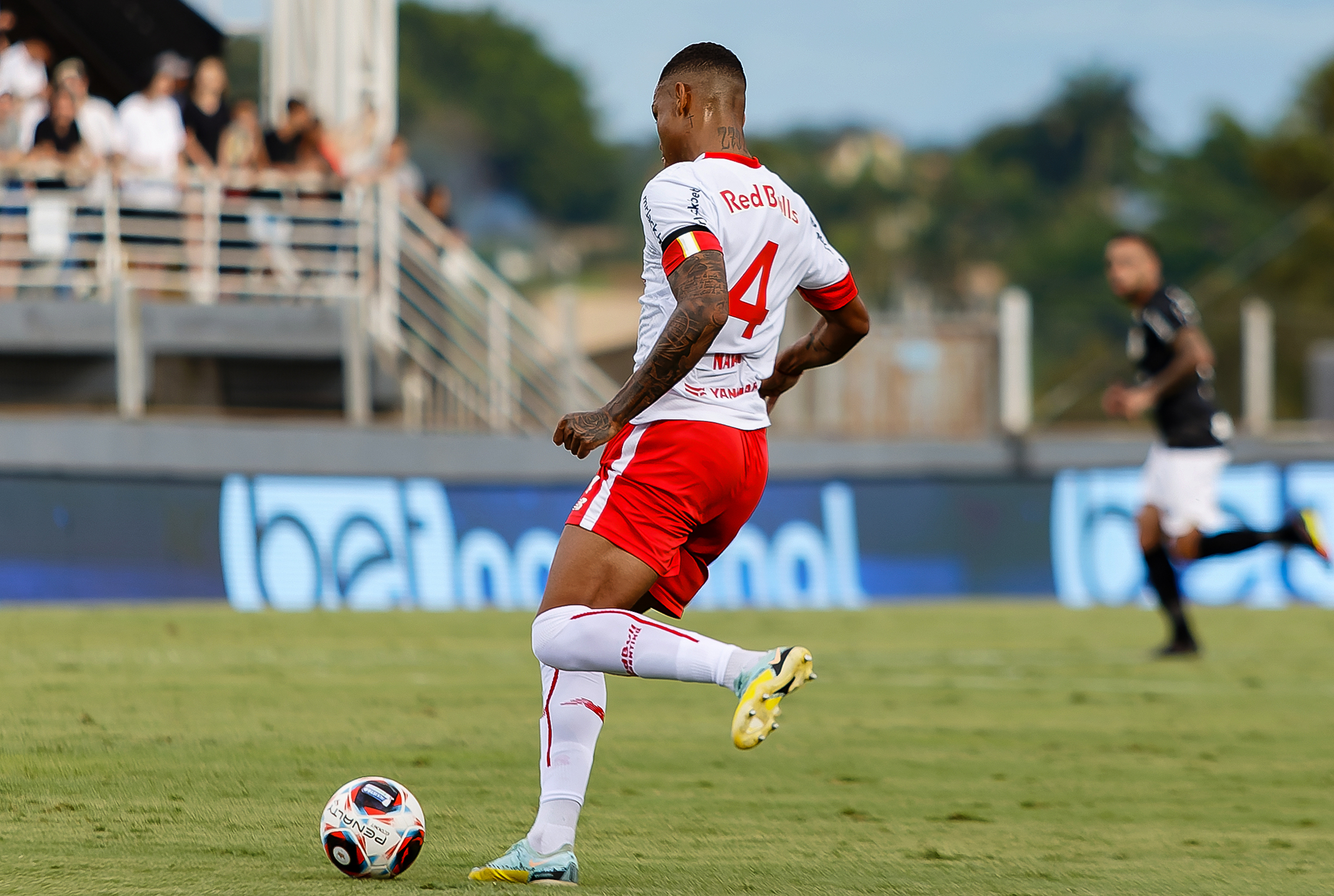
Натан у складі «Ред Булл Брагантіно». 2023 рік.

15 березня Натана було віддано оренду в «Ред Булл Брагантіно» за 5 мільйонів реалів із зобов'язанням викупити за 22 мільйони реалів, якщо Натан зіграє в 20 офіційних іграх за клуб.
10 квітня він дебютував за новий клуб під час матчу з «Сан-Бенту» (2:1) у 5 турі Ліги Пауліста.
9 жовтня вийшовши в основі на матч чемпіонату країни з «Палмейрасом» (4:2), Натан провів сою 20 гру, у якій провів більш як 45 хвилин, виконавши таким чином умову викупу гравця. 22 січня 2022 року було оголошено, що його новий контракт із клубом діятиме до грудня 2026 року. У 2021 році клуб вперше у своїй історії вийшов у фінал міжнародного турніру — Південноамериканського кубка . Натан у цій кампанії зіграв у чотирьох матчах своєї команди, але у програному фіналі проти «Атлетіко Паранаенсе» (0:1) залишився на лаві запасних весь матч.
6 березня 2022 року Натан забив свій перший гол за «Брагантіно» під час матчу з «Ботафого-СП» (2:0), допомігши клубу пробитися до чвертьфіналу Ліги Пауліста. 20 березня «Брагантіно» усунув його від футбольної діяльності на 60 днів через проблеми в аналізах серця. Після аналізу в квітні було виявлено, що представлена зміна не є серйозною і не завадить Натану грати. Він забив один із голів своєї команди під час розгрому з «Атлетіко Гоянієнсі» (4:0) у 2-му турі Серії А.
У ході Серії А 2022 року Натан перетворився на незаперечного гравця стартового складу з травня, зробивши його невід'ємною частиною захисту. У віці 21 року Натан вважався перспективним футбольним талантом із потенціалом для національної збірної, тому ним зацікавилися кілька команд першого дивізіону Італії, зокрема столична «Рома», а згодом «Ред Булл» відхилив пропозицію «Верони» про трансфер у розмірі 48 млн реалів. Всього за «Ред Булл Брагантіно» він зіграв 104 матчі і забив 3 голи.

### «Наполі»
7 серпня 2023 року Натан перейшов у «Наполі» за суму близько 10 мільйонів євро (53 мільйони реалів), підписавши контракт на п'ять сезонів до червня 2028 року. У новій команді бразилець мав замінити корейця Кім Міндже.
Він дебютував за неаполітанців 20 вересня під час гри «Брагою» (2:1) у першому раунді Ліги чемпіонів, вийшовши на останні хвилини. Через чотири дні він також дебютував у Серії А, вийшовши на поле в основі в гостьовому матчі проти «Болоньї» (0:0). Бразилець швидко перетворився на основного захисника, за що він був визнаний найкращим гравцем «Наполі» в вересні. Проте в грудні Натан отримав травму плеча через вивих у грі чемпіонату і вибув на два місяці і надалі повернутись до основи не зміг.
В результаті 15 серпня 2024 року Натан перейшов у «Реал Бетіс» на правах оренди за 1 мільйон євро з правом викупу в розмірі 8 мільйонів євро.

## Виступи за збірну
24 листопада 2020 року тренер Андре Жардін викликав Натана до молодіжної збірної до 20 років для участі в невеликому турнірі між збірними Південної Америки з 12 по 18 грудня з метою підготовки команди до молодіжного чемпіонату Південної Америки. Незважаючи на виклик, Натан не поїхав у збірну на прохання «Фламенгу», який розраховував, що спортсмен візьме участь у вирішальних матчах чемпіонату Бразилії 2020 року.

## Досягнення

#### Молодіжні
- Володар Кубка Бразилії U-17: 2018
- Володар Суперкубок Бразилії U-20 : 2019
- Чемпіон Бразилії серед молоді до 20 років: 2019
- Переможець молодіжної Ліги Каріоки U-20: 2019
- Турнір Otávio Pinto Guimarães: 2019

#### Професіональні
- Чемпіон Бразилії: 2020
- Чемпіонат штату Ріо-де-Жанейро: 2020